# 補選
補選是為遞補政治職位的出缺而舉行的非常規選舉，只會在一個或多個政治職位（例如民選政務官、議會席位）有出缺時才會進行，以補回空缺職務的餘下任期。補選能夠維持該政治職位的代表性。
各國對議會空缺的辦理有所不同，通常會依照各國國家法律的規定。如果該單一職位的剩餘任期不長（例如不到半年），通常不會舉行補選，而是會直接由上級指派代理人選、或直接讓該職位空缺至新一任人選選出為止。
另外如果複數選區可能會在議員數出缺至一定程度才會補選，否則就缺額至任期結束，也可能一出缺就補選（如日本）或直接按一定條件依照順序遞補當選。

## 起源
托馬斯·克倫威爾（Thomas Cromwell）在16世紀的改革議會期間制定了填補英國下議院空缺席位的程序; 以前，一個成員去世後，座位一直空著。克倫威爾（Cromwell）設計了新的選舉，由國王選擇時由國王召集。這使得確保座位獎勵冠冕的同伴很簡單。

## 單一選區
補選在通過選舉自己的議會多數國家舉行的單一選區，是否有或沒有一個定論。這包括大多數英聯邦國家，例如英國，加拿大，澳大利亞和巴基斯坦，以及非英聯邦國家，例如法國。
在美國，這些競賽被稱為“特別選舉”，因為它們並不總是像常規國會選舉那樣在選舉日舉行。當眾議院，州議會或地方立法機構的議席空缺時，舉行特別選舉。在聯邦一級，美國憲法要求眾議院的空缺必須進行特別選舉（與參議院不同，參議院要根據所涉州的法律來確定空缺的填補方式）。在多數情況下，通過特別選舉填補空缺的情況下，還將舉行一次初選，以確定哪些候選人代表主要政黨。

## 补选狀況

### 日本
如果出缺的席次發生是在參議院，複數選區一出缺就補選
- 自1995年以來只有三次未舉行補選
- 2017年因為即將補選日期到達之前宣布眾議院解散（即「國難突破解散」）而未補選
- 2018年未能補選（因為選舉問題在法院訴訟中）
- 2019年日本補選，2個眾議院和1個參議院席位（都在野黨勝出）
- 2020年日本補選，1個眾議院席次
- 2021年日本補選，1個眾議院和2個參議院（都在野黨勝出）

### 中華民國
複數選區在議員數出缺至整體十分之三或選區內二分之一才會補選，否則就缺額至任期結束
- 中華民國立法院的席位補選依公職人員選舉罷免法第73條來辦理。
  - 2010年桃園縣第二選舉區立法委員缺額補選
  - 2010年桃園縣第三選舉區立法委員缺額補選
  - 2010年新竹縣選舉區立法委員缺額補選
  - 2010年嘉義縣第二選舉區立法委員缺額補選
  - 2010年花蓮縣選舉區立法委員缺額補選
  - 2010年臺東縣選舉區立法委員缺額補選
  - 2011年臺南市第四選舉區立法委員缺額補選
  - 2011年高雄市第四選舉區立法委員缺額補選
  - 2013年臺中市第二選舉區立法委員缺額補選
  - 2015年苗栗縣第二選舉區立法委員缺額補選
  - 2015年臺中市第六選舉區立法委員缺額補選
  - 2015年彰化縣第四選舉區立法委員缺額補選
  - 2015年南投縣第二選舉區立法委員缺額補選
  - 2015年屏東縣第三選舉區立法委員缺額補選
  - 2019年臺北市第二選舉區立法委員缺額補選
  - 2019年臺中市第五選舉區立法委員缺額補選
  - 2019年彰化縣第一選舉區立法委員缺額補選
  - 2019年臺南市第二選舉區立法委員缺額補選
  - 2019年金門縣選舉區立法委員缺額補選
  - 2019年新北市第三選舉區立法委員缺額補選
  - 2022年臺中市第二選舉區立法委員缺額補選
- 1997年桃園縣縣長補選
- 1999年雲林縣縣長補選
- 2007年基隆市市長補選
- 2020年高雄市市長補選

### 香港
- 1998年香港立法會區域市政局功能界別補選
- 2000年香港立法會香港島地方選區補選
- 2001年香港立法會選舉委員會補選
- 2007年香港立法會香港島地方選區補選
- 2010年香港立法會地方選區補選
- 2016年香港立法會新界東地方選區補選
- 2018年香港立法會補選

### 马来西亚
2008-2013年
- 2009年武吉干当补选
- 2009年瓜拉登嘉楼补选
- 2009年峇东浦补选
- 2010年诗巫补选
- 2010年乌鲁雪兰莪补选
- 2010年三脚石补选
- 2011年万里茂补选
- 2011年吉道补选

2013-2018年
- 2013年瓜拉勿述补选
- 2013年双溪里茂补选
- 2014年加影补选
- 2014年安顺补选
- 2015年千百家补选
- 2014年武吉牛汝莪补选
- 2015年峇东浦补选
- 2015年云冰补选
- 2016年大港补选
- 2016年江沙补选

2018年-至今
- 2018年双溪甘迪斯补选
- 2018年斯里斯迪亚补选
- 2018年无拉港补选
- 2018年波德申补选
- 2019年金马仑高原补选
- 2019年士毛月补选
- 2019年晏斗补选
- 2019年山打根补选
- 2019年丹绒比艾补选
- 2020年金马利补选

## 外部連結
- Electing Local Authorities（页面存档备份，存于）—article from the ACE Project（页面存档备份，存于）